# نامق سلطان
نامق سلطان هو شاعر عراقي، ولد في بلدة حمام العليل، محافظة نينوى، العراق في العام 1957. درس الهندسة الكهربائية في جامعة الموصل وحصل على الماجستير في هندسة الحاسبات من الجامعة التكنولوجية في بغداد. درّس في جامعة الموصل وجامعة دهوك وجامعة الحسين بن طلال في الأردن.

## مؤلفاته
- إقحوانة الكاهن، مجموعة شعرية ، 1996[1]
- ترقيع الأمل، مجموعة شعرية ، 2016[2]
- مثل غيمة بيضاء، مجموعة شعرية ، 2019[2][3]
- قريباً من الأرض، مجموعة شعرية ، 2020[2][4]
- كأني أمشي على حبل، مجموعة شعرية، 2022

## كتب ودراسات تناولته
1. نحو مفهوم جديد لقصيدة النثر: تجربة "نامق سلطان" مثالاً، كتاب، محمد صابر عبيد، مؤسسة أبجد للترجمة والنشر والتوزيع[5]
2. التغريب في قصيدة النثر عند نامق سلطان، زهراء خالد، أطروحة دكتوراه، جامعة الموصل، كلية الأداب، 2024[6]
3. الفضاء التشكيلي لقصيدة النثر: الكتابة بالجسد وصراع العلامات، كتاب، محمد صابر عبيد[7]، 2024
4. عينُ الشَّاعر اللاقطة، مقالة، محمد صابر عبيد، صحيفة الصباح[8]
5. نامق سلطان - مثل غيمة بيضاء، سامي مهدي، الأنطولوجيا[9]
6. الشاعر العراقي نامق سلطان: ليس للشعر مسقط رأس، حوار، القدس العربي[10]
7. «قريبا من الأرض» للعراقي نامق سلطان: الشعر ابتكار للدهشة، مقالة، مروان ياسين، القدس العربي[11]
8. التجاذب بين الرؤيا والرؤية في نصوص الشاعر العراقي نامق سلطان، مقالة، علاء حمد، الناقد العراقي.[12] في كتاب عربة الشعر- الجزء الثالث
9. ألبساطة منهجاً وموضوعا، الشاعر نامق سلطان أنموذجاً، ليث الصندوق، الناقد العراقي[13]
10. قصيدة النثر وسيولة مابعد الحداثة، شعر نامق سلطان مثالاً – بشرى البستاني، صحيفة الزمان[14]
11. نامق سلطان يرسم خريطة الموصل... بالشعر، حيدر عبد المحسن، صحيفة الشرق الأوسط[15]
12. موسوعة شعراء الموصل في العصر الحديث 1900-2017، ماجد حامد الحسيني
13. شعراء العالم[16]
14. أنطولوجيا الشعر العراقي المعاصر: 1981-2012[17]
15. العناصر البنيوية في شعرِ نامق سلطان، رسالة ماجستير، إبراهيم عبدالغني الحيالي، جامعة تشانكري كارا تكين، تركيا، 2022
16. نصوص العراقي نامق سلطان ... الصعب الممتنع، حيدر المحسن، القدس العربي، 19-أبريل-2023[18]
17. ترجمت العديد من قصائده إلى اللغة الكردية[19]
18. السرد في قصيدة النثر: قراءة في ديوان “كأني أمشي على حبل، عواطف محجوب، ندوة فوروم كناية للحوار وتبادل الثقافات في تكريم الشاعر نامق سلطان، 26 ديسمبر 2022[20]
19. نامق سلطان في محاولات متكررة للوصول..، ميس داغر، ندوة فوروم كناية للحوار وتبادل الثقافات في تكريم الشاعر نامق سلطان، 26 ديسمبر 2022[21]